# ヒメヒトヨタケ属
ヒメヒトヨタケ属（学名: Coprinopsis）とはナヨタケ科の属の一つ。

## 特徴
ほとんどの種が腐生菌だが、一部糞生菌のものもある。この属はキノコが成熟すると傘が黒いインク状に溶けることが特徴である。
この液体にはキノコの胞子が多数入っている。ナヨタケ属のキノコに似ているが、この属と違い液化しないので区別できる。
伝統的にヒトヨタケ科ヒトヨタケ属(Coprinus)に分類されていたが、分子系統解析に基づきヒメヒトヨタケ属(Coprinopsis)として分割再建され、新設されたナヨタケ科の所属となった。
この際ヒトヨタケが本属に移されたため、Coprinus属の和名はササクレヒトヨタケ属と改められた。

## 主な種類
- ヒトヨタケ - 可食だが、アルコールと一緒に食べると中毒を起こす。
- ネナガノヒトヨタケ - わらなどから発生する。毒はない。
- キララタケ - 枯れ木から発生。可食とされていたが、毒成分が発見され、毒キノコであることが分かった。
- ウシグソヒトヨタケ - 名前の通り糞から発生。食不適。
- イヌセンボンタケ - 枯れ木から大量に群生する。無毒だが、小さいうえに壊れやすく食用価値がない。
- クズヒトヨタケ - 糞から発生。食不適。
- コキララタケ - 枯れ木から発生。根元にオレンジ色の菌糸マットがあるのが特徴。
- ザラエノヒトヨタケ - 枯れ木から発生。食不適。